# Mieczysław Massier
Mieczysław Massier (ur. 1 stycznia 1949 w Żarach) – polski bokser i trener bokserski, trzykrotny wicemistrz Polski.
Wystąpił w wadze muszej (do 51 kg) na mistrzostwach Europy w 1975 w Katowicach, lecz przegrał pierwszą walkę z późniejszym złotym medalistą Władysławem Zasypko z ZSRR.
Był wicemistrzem  Polski w wadze koguciej (do 54 kg) w 1975, 1977 i 1978 (za każdym razem przegrywał w finale z Leszkiem Borkowskim) oraz brązowym medalistą w wadze muszej w 1970 i w wadze koguciej w 1974. Zdobył drużynowe mistrzostwo Polski z Legią Warszawa w 1968/1969.
W latach 1977–1978 trzykrotnie wystąpił w reprezentacji Polski, odnosząc 1 zwycięstwo i ponosząc 2 porażki.
Zwyciężył w wadze koguciej w 1. Turnieju im. Feliksa Stamma w 1977, wygrywając w finale z medalistą olimpijskim z 1976 Dawidem Torosjanem z ZSRR.
Po zakończeniu kariery zawodniczej został trenerem bokserskim w Zagłębiu Lubin.